# Östhammars kommunvapen

Vapnet nyskapades på 1970-talet och grundar sig bara delvis på vapnet för en av de två gamla städer som ingår i den nuvarande kommunen.

Östhammars kommunvapen skapades sedan kommunbildningen av Östhammars kommun hade blivit färdig 1974. Skeppet togs från Öregrunds stadsvapen som hade fastställts 1948. Järnmärkena syftar på den järnhantering som förekommit i Dannemora gruvor.

## Blasonering
Blasonering: I fält av guld ett tremastat svart skepp med seglet beslaget på mellersta masten samt däröver en röd ginstam, belagd med tre järnmärken av guld.

## Bakgrund
När Öregrunds stad hade uppgått i Östhammars stad använde kommunen sig till en början av Östhammars stadsvapen med fiskenät och fisk, se nedan.
Öregrunds stads hade sedan gammalt gått att beläggas tillbaka till 1589. På 1930-talet hade dock E. J. Antell visat att vapnet ursprungligen varit Östhammars, och i slutet av 1500-talet, blivit Öregrunds, varvid Östammar i stället antagit vapnet med ett fisknät och en strömming. Sigillet är belagt sedan början av 1600-talet. Att vapenbilden med skeppet tidigare varit Östhammars bidrog till att man valde Öregrunds vapen som grund i samband med kommunsammanslagningen.
Kommunbildningen var emellertid inte färdig med sammanläggningen av de två städerna 1967. Inte förrän 1974 var den nya kommunen färdig, och då hade den också bytt län och innefattade delar som redan tidigare ingick i det nya länet. Även landskommunerna Dannemora och Oland hade haft vapen. Därför valde man att skapa ett helt nytt vapen. Det nya vapnet registrerades hos PRV 1979. Det innehåller symboler för sjöfart och järngruvbrytning.

## Vapen för tidigare kommuner inom den nuvarande kommunen

### Dannemora
Dannemora landskommun erhöll ett vapen av Kungl. Maj:t (regeringen) den 10 maj 1957 med följande blasonering: "I fält av silver ett svart treberg med tre uppväxande gröna granar". Det svarta berget syftar på Dannemora gruva och granarna på skogsbruket och dess betydelse för gruvnäringen. Vapnet upphörde när Dannemora vid årsskiftet 1973/74 blev en del av Östhammars kommun.

### Oland
Olands landskommuns vapen fastställdes av Kungl. Maj:t den 9 december 1959 och blasonerades helt enkelt: "I rött fält en årder av guld". Årdern skall förstås hänvisa till jordbrukets betydelse. Vapnet upphörde när kommunen vid årsskiftet 1973/74 styckades och fördelades mellan Uppsala och Östhammars kommuner.

### Öregrund
Stadens vapen fastställdes formellt av Kungl. Maj:t den 30 december 1948 men byggde på det vapen som staden redan förde baserat på gamla sigill kända från 1500-talets senare del. Blasoneringen lyder: "I fält av silver en tremastad röd karavel med seglen beslagna på mellersta masten och seglande på en av en vågskura bildad blå stam."
Vapnet förekommer som Öregrunds sigill 1589, men på ett sigill som vidhägt borgerskapet i Öregrunds trohetsförsäkran till Johan III 1569 hänger ett sigill där stadsnamnet utplånats. Endast den första bokstaven, ett O eller Ö och de båda sista - AR går att urskilja. Tydligen har det stått Östhammar. Vid denna tid var Östhammars stadsprivilegier indragna. På Älvsborgs lösen 1571 hänger ett odaterat sigill med påskriften ÖSTHAMMARS STADS INSEGEL, årtalet dock ej synligt. Uppenbarligen har vapnet ursprungligen varit Östhammars.

### Östhammars stad
Man har inte kunnat hitta några äldre föreskrifter om vilket märke Östhammars stad skulle använda, men vapnets motiv återfinns redan i ett sigill från 1607. När man därför skulle göra en formell fastställelse av vapnet använde man de tinkturer som åtminstone hade utvecklats i traditionen. Det övre fältet hade visserligen ofta blivit grönt med ett svart rutnät, vilket strider mot tinkturregeln, men det låg nära tillhands att göra om detta till ett grönt fisknät på silverbotten när Kungl. Maj:t således fastställde vapnet den 19 februari 1960. Den lösningen stöds också av den äldsta kända sigillbilden. Blasoneringen lyder: "I fält av silver ett fisknät, täckande övre hälften och därunder en fisk, båda gröna." Vapnet symboliserar förstås fisket i denna kustbelägna stad.
Sedan Öregrunds stad hade uppgått i Östhammars stad vid årsskiftet 1966/67, gällde Östhammars vapen oförändrat för den sammanslagna staden.

Dannemora landskommun (1957-1970) Dannemora kommun (1971-1973)
Olands landskommun (1955-1970) Olands kommun (1971-1973)
Öregrunds stad (1948-1966)
Östhammars stad (1960-1970) Östhammars kommun (1971-1973)